# Mechanicsburg (Virginie)
 (août 2025).
Si vous disposez d'ouvrages ou d'articles de référence ou si vous connaissez des sites web de qualité traitant du thème abordé ici, merci de compléter l'article en donnant les références utiles à sa vérifiabilité et en les liant à la section « Notes et références ».
Pour les articles homonymes, voir Mechanicsburg.
Mechanicsburg est une census-designated place située dans le comté de Bland, dans l’État de Virginie, aux États-Unis. Lors du recensement de 2020, elle comptait 81 habitants.